# Elecciones estatales de Baja California Sur de 1980
Las elecciones estatales de Baja California Sur de 1980 se realizaron el 9 de noviembre de 1980 y en ellas se renovaron los siguientes cargos de elección popular del estado mexicano de Baja California Sur:
- Gobernador de Baja California Sur. Titular del Poder Ejecutivo del estado, electo para un periodo de seis años, sin derecho a reelección. El candidato electo fue Alberto Alvarado Arámburo.
- 10 diputados del Congreso del Estado. 8 electos por mayoría relativa y 2 designados mediante representación proporcional para integrar la III Legislatura.
- 4 ayuntamientos. Compuestos por un presidente municipal y sus regidores, electos para un periodo de tres años.

## Resultados

### Gobernador
|  | 84.55 % |

|  | 3.86 % |

|  | 3.70 % |

|  | 2.08 % |

|  | 1.05 % |

|  | 0.93 % |

|  | 0.92 % |

|  | 97.18 % |

|  | 2.82 % |

### Congreso del Estado de Baja California Sur
|  | 81.45 % |

|  | 6.00 % |

|  | 3.77 % |

|  | 2.04 % |

|  | 1.14 % |

|  | 1.12 % |

|  | 1.08 % |

|  | 3.34 % |

|  | 100 % |

### Ayuntamientos
|  | 85.62 % |

|  | 5.77 % |

|  | 1.95 % |

|  | 1.72 % |

|  | 95.13 % |

|  | 4.87 % |